# Minibil
En minibil (Bilsegment B) er en europæisk betegnelse for bilklassen mellem mikrobil og lille mellemklassebil. Typiske modeller er Volkswagen Polo, Opel Corsa, Fiat Punto og Ford Fiesta.

## Aktuelle modeller
- Audi A1
- Chevrolet Aveo
- Citroën DS3
- Citroën C3
- Daihatsu Sirion
- Dacia Sandero
- Ford Fiesta
- Honda Jazz
- Hyundai i20
- Kia Rio
- Lada Kalina
- Mazda2
- Mini
- Mitsubishi Space Star (2012)
- Nissan Micra
- Opel Corsa
- Peugeot 208
- Renault Clio
- SEAT Ibiza
- Škoda Fabia
- Subaru Justy
- Suzuki Swift
- Toyota Yaris
- Volkswagen Polo VI

| Stub | Spire Denne bilrelaterede artikel er en spire som bør udbygges. Du er velkommen til at hjælpe Wikipedia ved at udvide den. |